# Expedición Gauss

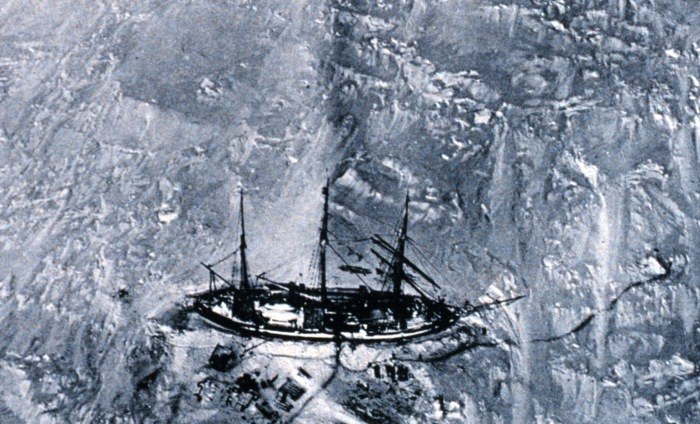
El Gauss en la Antártida durante la expedición.

La primera expedición alemana a la Antártida, más conocida como Expedición Gauss (1901-1903) fue una expedición dirigida a la Antártida por Erich von Drygalski, un profesor de geología y veterano del Ártico, a bordo del barco Gauss

## Viaje
Drygalski dirigió la primera expedición alemana al polo sur a bordo del Gauss para explorar una región desconocida de la Antártida, al sur de las islas Kerguelen. La expedición partió de Kiel el 11 de agosto de 1901.

## Expedición
Un pequeño equipo permaneció estacionado en las islas Kerguelen, mientras que la mayor parte del equipo siguió más al sur. Erich von Drygalski realizó una escala en la isla Heard, y fue el primero en describir científicamente la geología, la flora y la fauna
A pesar de la trampa de hielo que se cerró sobre ellos durante 14 meses a partir de febrero de 1903, la expedición descubrió dos nuevos territorios de la Antártida: la Tierra del Emperador Guillermo II y el volcán Gaussberg.
Drygalski fue el primer hombre en utilizar un globo aerostático en la Antártida.
El Gauss fue atrapado por el hielo en el mar de Davis el 14 de febrero de 1902 y quedó a la deriva. El 22 de febrero el barco se detuvo a 80 km de la costa de la Tierra del Emperador Guillermo II y permaneció allí hasta el 8 de febrero de 1903, cuando comenzó nuevamente a derivar. El personal de la expedición aprovechó la estadía invernal forzada para realizar observaciones científicas intensivas. Instalaron en el hielo junto al barco una plataforma meteorológica, dos cabinas para observaciones magnéticas y un observatorio astronómico.

## Regreso
La expedición llegó a Kiel en noviembre de 1903. Erich von Drygalski escribió lo realizado durante la expedición y publicó los importantes datos científicos recogidos. Entre 1905 y 1931, publicó no menos de 20 volúmenes y 2 atlas.